# Halictophagus philaroniae
Halictophagus philaroniae är en insektsart som beskrevs av Richard Mitchell Bohart 1946. Halictophagus philaroniae ingår i släktet Halictophagus och familjen kamvridvingar. Inga underarter finns listade i Catalogue of Life.